# Ioann Iarochevitch
Ioann Iarochevitch (nacido el 31 de mayo de 1989 en Ixelles) es un jugador de baloncesto belga, que ocupa la posición de Ala-Pívot. Actualmente juega en el club Kangoeroes Basket Willebroek de la Scooore League belga.

## Trayectoria deportiva
Iarochevitch tras jugar de júnior en el MBC Dinamo Moscú en la temporada 2006-2007, ha desarrollado su carrera profesional en su país de nacimiento, perteneciendo sucesivamente al Spirou Charleroi, donde estuvo 2 años alternando con el filial, ganando 2 ligas y 1 supercopa , al RBC Verviers-Pepinster donde jugó una temporada, la 2008-2009 y al Liege Basket, su último club antes de marcharse a España y donde estuvo en la 2007-2008 y de 2011 a 2014.
En 2014 el ala-pívot firmó con el Gipuzkoa Basket en la Liga Endesa tras firmar dos notables temporadas, la última con unos promedios de 13,4 puntos y 6,5 rebotes de media que le permitieron ser uno de los jugadores más destacados de la Ligue Ethias.
Tras una temporada irregular (con unas medias de 8 puntos, 3 rebotes y 5 de valoración) y tras el descenso deportivo del equipo, abandona el Gipuzkoa Basket y retorna al betFIRST Liège Basket.

## Selección nacional
Con la selección absoluta disputó la fase de clasificación para el Eurobasket 2013 de Eslovenia.